# Frans Bresiers
Franciscus (Frans) Bresiers (Hoboken, 24 oktober 1777 - Schaarbeek, 19 december 1844) was een Belgische hovenier. Hij wordt beschouwd als de uitvinder van witloof.
Bresiers was actief op het Schoonselhof en verhuisde in 1825 naar Brussel om er hoofdtuinier van de Plantentuin te worden. In de kelders hield hij zich bezig met het bleken van groenten. Vermoedelijk ontdekte hij kropvorming op de wortelen van de cichoreiplant en in elk geval wist hij de teelt op punt te stellen door duisternis, warmte en vochtigheid. De witte bladeren ontstaan doordat het licht de plant niet kan bereiken. Zonder daglicht produceert de plant geen chlorofyl, de groene kleurstof. Het 'wit loof' werd voor het eerst in 1867 op de Brusselse markt verkocht en in de Parijse Hallen in 1883. De kroppen werden mettertijd groter en vaster door verbetering van de teelttechniek en door veredeling.
In 1836 werd Bresiers ontslagen bij de Plantentuin om plaats te maken voor Louis Van Houtte. Hij begon een eigen tuinbouwbedrijf in Schaarbeek.